# Mistrzostwa Świata w Narciarstwie Alpejskim 1958
15. Mistrzostwa Świata w Narciarstwie Alpejskim odbywały się od 2 do 9 lutego 1958 w Badgastein (Austria). Były to trzecie w historii zawody tego cyklu rozgrywane w Austrii, jednakże pierwsze odbywające się w tej miejscowości (poprzednio Austria organizowała MŚ 1933 i MŚ 1936). Rozgrywano cztery konkurencje: zjazd, slalom, slalom gigant i kombinację, zarówno kobiet jak i mężczyzn. W klasyfikacji medalowej zwyciężyła reprezentacja gospodarzy, zdobywając też najwięcej medali (9, w tym 4 złote, 4 srebrne i 1 brązowy).

## Wyniki

### Mężczyźni
| Konkurencja             | Data     | Złoto        | Wynik  | Srebro       | Wynik  | Brąz                         | Wynik  |
| Slalom szczegóły        | 2 lutego | Josef Rieder | 1:55,1 | Toni Sailer  | 1:55,8 | Chiharu Igaya                | 1:56,7 |
| Slalom gigant szczegóły | 5 lutego | Toni Sailer  | 1:48,8 | Josef Rieder | 1:52,6 | François Bonlieu Roger Staub | 1:53,9 |
| Zjazd szczegóły         | 9 lutego | Toni Sailer  | 2:28,5 | Roger Staub  | 2:30,4 | Jean Vuarnet                 | 2:32,3 |
| Kombinacja szczegóły    | 9 lutego | Toni Sailer  | 0,36   | Josef Rieder | 6,36   | Roger Staub                  | 8,63   |

### Kobiety
| Konkurencja             | Data     | Złoto             | Wynik  | Srebro         | Wynik  | Brąz            | Wynik  |
| Slalom szczegóły        | 3 lutego | Inger Bjørnbakken | 1:45,6 | Josefa Frandl  | 1:47,0 | Annemarie Waser | 1:47,4 |
| Zjazd szczegóły         | 6 lutego | Lucile Wheeler    | 2:12,1 | Frieda Dänzer  | 2:12,4 | Carla Marchelli | 2:12,5 |
| Slalom gigant szczegóły | 8 lutego | Lucile Wheeler    | 1:54,6 | Sally Deaver   | 1:55,1 | Frieda Dänzer   | 1:55,4 |
| Kombinacja szczegóły    | 8 lutego | Frieda Dänzer     | 3,80   | Lucile Wheeler | 4,33   | Josefa Frandl   | 6,12   |

## Tabela medalowa
| Lp. | Państwo           | złoto | srebro | brąz | razem |
| --- | ----------------- | ----- | ------ | ---- | ----- |
| 1   | Austria           | 4     | 4      | 1    | 9     |
| 2   | Kanada            | 2     | 1      | -    | 3     |
| 3   | Szwajcaria        | 1     | 2      | 4    | 7     |
| 4   | Norwegia          | 1     | -      | -    | 1     |
| 5   | Stany Zjednoczone | -     | 1      | -    | 1     |
| 6   | Francja           | -     | -      | 2    | 2     |
| 7   | Włochy            | -     | -      | 1    | 1     |
| 7   | Japonia           | -     | -      | 1    | 1     |